# 安東尼·摩斯
安東尼·基斯·摩斯（1994年4月13日—）為美國男子籃球運動員，現效力於土耳其籃球乙級聯賽Kipaş İstiklal Basketbol。
2011年8月就讀達庫拉高中十二年級的摩斯承諾就讀田納西理工大學。2011年11月摩斯與田納西理工大學簽下意向書。2016年8月8日，SCM克拉約瓦大學簽下摩斯。賽季開打前摩斯因為金錢原因離開SCM克拉約瓦大學。10月18日，核電廠因萊恩·瓦特金斯需缺席數週關係與摩斯簽下兩個月的合約。2017年8月25日，費利切斯坎多內宣布摩斯以綠白球員身份加入球隊備戰。9月11日，摩斯與不伦瑞克雄狮簽約。2018年7月25日，曼托瓦納宣布與摩斯簽下兩年合約。2019年8月9日，伊莫拉安德烈亞科斯塔與摩斯達成協議。2020年7月8日，瓦雷澤宣布與摩斯簽下一年合約。2021年7月17日，皮亞琴察宣布延攬摩斯。2023年1月12日，首爾三星雷霆宣布引進摩斯。7月21日，大邱KOGAS飛馬宣布與摩斯簽約。12月1日，大邱KOGAS飛馬註冊杜沃恩·馬克斯韋爾頂替摩斯。離開大邱KOGAS飛馬以後摩斯加入埃森萊爾埃羅克斯波爾。2024年7月26日，台灣職業籃球大聯盟高雄全家海神宣布摩斯加盟球隊。2025年7月25日，摩斯加盟土耳其籃球乙級聯賽Kipaş İstiklal Basketbol。
摩斯的妻子為義大利人，來自布斯托阿西齊奧，與摩斯在美國相識。

## 外部連結
- 安東尼·摩斯在fiba.basketball（英语）
- 安東尼·摩斯在意大利篮球甲级联赛官網（意大利语）
- 安東尼·摩斯在德國籃球甲級聯賽官網（德语）
- 安東尼·摩斯在韓國籃球聯賽官網（英语）
- 安東尼·摩斯在台灣職業籃球大聯盟官網
- 安東尼·摩斯在Basketball-Reference.com（國際）（英语）
- 安東尼·摩斯在Sports-Reference.com（NCAA）（英语）
- 安東尼·摩斯在Eurobasket.com（球員）（英语）
- 安東尼·摩斯在Proballers（英语）
- 安東尼·摩斯在RealGM（球員）（英语）
- 安東尼·摩斯在Flashscore（英语）